# 中塩原バイパス
中塩原バイパス（なかしおばらバイパス）は栃木県那須塩原市を通る国道400号のバイパスである。
現道部は、道路幅員の狭小区間や屈曲部が多いうえに、行楽シーズンには塩原温泉郷に向かう観光客で慢性的な交通渋滞が発生している。また、歩道整備が十分でないことから、塩原温泉中心街付近では温泉客等の歩行者が危険な状況であった。
本バイパスは現道を南側に迂回して整備するものであり、広域的な地域間交流の促進、地域間連携や物流機能の強化、県北部地域の地域観光産業支援や塩原温泉街の安全で円滑な交通を確保することを目的としている。
2011年9月29日に全線が開通した。同日には下塩原バイパスの「がま石トンネル」も開通した。

## 路線データ
- 起点：栃木県那須塩原市中塩原
- 終点：栃木県那須塩原市上塩原
- 距離：1.58km
- 幅員：12m
- 車線：2車線
- 事業費：約22億円

## 沿革
- 1999年度：事業採択
- 2000年度：用地着手
- 2003年度：工事着手
- 2011年9月29日：全線開通

## 交差する主な道路
- 栃木県道19号藤原塩原線（もみじライン）
- 栃木県道266号中塩原板室那須線

## 接続するバイパス
下塩原バイパス - （現道 - 青葉通り） - 中塩原バイパス - （現道） - 関谷バイパス